# Liste von Persönlichkeiten der Stadt Lößnitz
Die Liste der Persönlichkeiten der Stadt Lößnitz enthält Personen, die in der Geschichte der sächsischen Stadt Lößnitz im Erzgebirge eine nachhaltige Rolle gespielt haben. Es handelt sich dabei um Persönlichkeiten, die Ehrenbürger von Lößnitz gewesen sind oder in Lößnitz und den heutigen Ortsteilen geboren oder gestorben oder hier gewirkt haben.
Für die Persönlichkeiten aus den nach Lößnitz eingemeindeten Ortschaften siehe auch die entsprechenden Ortsartikel.

## Ehrenbürger
- 1. April 1895 Otto von Bismarck, Reichskanzler
- April 1933 Adolf Hitler, Reichskanzler
- April 1933 Paul von Hindenburg, Reichspräsident

Gegenwärtig verfügt die Stadt Lößnitz über keine Ehrenbürger.

## Söhne und Töchter der Stadt
- Johann Zechendorf (1580–1662), Orientalist (Arabist) und Pädagoge
- August Friedrich Clauß (1813–1892), Jurist und Politiker
- August Oppe (1815–1887), Kaufmann und Politiker
- Ernst Geßner (1826–1897), Pionier der Maschinenbauindustrie im Auer Tal
- Alfred Krauße (1829–1894), Maler, Kupfer- und Stahlstecher
- August Eckardt (1871–1938), Geologe, Mitglied des Sächsischen Landtags von 1919 bis 1933 und 1932/1933 kurzzeitig dessen Landtagspräsident
- Max Greil (1877–1939), Pädagoge, Schulrat, linkssozialistischer Bildungsreformer und Thüringer Volksbildungsminister (USPD/SPD)
- Walter Corneille Josef Kaiser (1884–1967), evangelischer Pfarrer, Mitglied der Bekennenden Kirche (BK) und Häftling im KZ Dachau
- Magdalena Schmidt (1885–1966), Klassische Philologin und Gymnasiallehrerin, deren Forschungsschwerpunkt die augusteische Dichtung war
- Richard Meier (1888–1964), Volkskünstler aus dem sächsischen Erzgebirge
- Paul Roder (1902–1993), Lehrer und Heimatforscher, der als Ortschronist und Museumsleiter in Olbernhau wirkte
- Wilhelm Tempel (1905–1983), Mitbegründer des Nationalsozialistischen Deutschen Studentenbundes und Rechtsanwalt
- Fritz Scheller (1909–1992), Politiker (SED)
- Manfred Oehmichen (1910–2002), Maschinenbauingenieur und Hochschullehrer
- Wilhelm Landgraf (1913–1998), akademischer Zeichner und Bildhauer
- Werner Wolf (1925–2019), Musikwissenschaftler und -kritiker, geboren in Grüna
- Siegfried Nobis (* 1939), Metallschleifer und Mitglied der Volkskammer, geboren in Affalter
- Rainer Arnold (* 1941), Afrikanist
- Frieder Lang (* 1950), Sänger und Gesangsprofessor, geboren in Affalter

## Persönlichkeiten, die mit der Stadt in Verbindung stehen
- Gotthelf Friedrich Oesfeld (1735–1801), Pfarrer (in Lößnitz 1769–1801) und Chronist
- Gertrud Caspari (1873–1948), eine der bedeutendsten Kinderbuch-Illustratorinnen in der ersten Hälfte des 20. Jahrhunderts, lebte in den letzten Lebensjahren bis kurz vor ihrem Tod in Lößnitz
- Ernst August Geitner (1783–1852), Chemiker, Arzt, Botaniker und Erfinder, eröffnete 1809 Arztpraxis im Ort
- Otto Prase (1874–1956), Malermeister, welcher sich besonders im Bereich der Farbenlehre einen Namen machte und um 1933 in Lößnitz einen Gewerbebetrieb gründete
- Käthe Knobloch (1904–2002), Kommunalpolitikerin und Ehrenbürgerin in Aue. starb in Lößnitz